# Francisco Carneiro de Sequeira
Francisco Carneiro de Sequeira foi um administrador colonial português que exerceu o cargo de Capitão no antigo território português subordinado à Índia Portuguesa de Timor-Leste, com sede em Cupão, entre 1649 e 1652, tendo sido antecedido por António de São Jacinto.